# ハイキングウォーキングの芸人★チェキ!
『ハイキングウォーキングの芸人★チェキ!』は、GyaOジョッキーで生放送されているトークバラエティ番組。毎週水曜日23時-24時。前番組「ハイキングウォーキングのジョッキー×3」。

## 概要
- ハイキングウォーキングが、ゲストを迎えて新たな笑いに挑戦するという触れ込みで始まった番組。
- 松田曰く、「ハイキングウォーキングのアイドル★チェキ!」の芸人版。

## 出演者
- ハイキングウォーキング（鈴木Q太郎 / 松田洋昌）
- アシスタント…長谷川優貴（クレオパトラ）、いずみ屋

## コーナー
- 芸人未来予想図
- Q太郎チャンス

## 放送リスト
| 第○回  | 放送日        | ゲスト                 | 配信期間    |
| 第1回  | 2009年7月1日  | 芸人気質               | 配信終了    |
| 第2回  | 2009年7月8日  | ボーイフレンド         | 配信終了    |
| 第3回  | 2009年7月15日 | あわよくば             | 配信終了    |
| 第4回  | 2009年7月22日 | ハンマミーヤ           | 8月29日まで |
| 第5回  | 2009年7月29日 | クレオパトラ           | 9月5日まで  |
| 第6回  | 2009年8月5日  | ブレーメン             | 9月7日まで  |
| 第7回  | 2009年8月12日 | セブンbyセブン         | 9月7日まで  |
| 第8回  | 2009年8月19日 | 桜井せな、飯能BBQ      | 9月7日まで  |
| 最終回 | 2009年8月26日 | ハイキングウォーキング | -           |